# 14. Infanterie-Brigade (Deutsches Kaiserreich)
Die 14. Infanterie-Brigade war ein Großverband der Preußischen Armee.

## Geschichte
Die 14. Infanterie-Brigade wurde am 5. September 1818 in Düsseldorf aufgestellt. Diese wurde Ende April 1852 zur 27. Infanterie-Brigade.
Am 29. April 1852 wurde die 14. Infanterie-Brigade in Magdeburg neu aufgestellt. Sie war Teil der 7. Division mit Standort in Magdeburg, die dem dortigen IV. Armee-Korps zugeordnet war. 1897 wurde ihr Standort nach Halberstadt verlegt, wo sie bis zum Kriegsende verblieb.

### Deutscher Krieg 1866
Im Krieg Preußens gegen das Kaisertum Österreich nahm die Brigade im Verband der 7. Division an den Schlachten bei Münchengrätz und Königgrätz sowie am 22. Juni 1866 am Gefecht bei Blumenau teil.

### Deutsch-Französischer Krieg 1870/1871
Im Deutsch-Französischen Krieg war die Brigade im Verband der 7. Division Mitte August 1970 im Vormarsch auf Toul und später an den Kämpfen bei Beaumont, Sedan sowie Soissons sowie an der Einschließung und Belagerung von Paris beteiligt.

### Erster Weltkrieg
Mit der Mobilmachung im August 1914 musste die Brigade das Brigade Ersatz Bataillon 14 aufstellen und kam im Verband der 7. Division  ausschließlich an der Westfront zum Einsatz.
Zu den Kampfhandlungen, Gefechten und Schlachten siehe Kampfgeschehen der 7. Division.

## Gliederung
1820 bis 1850
- 16. Infanterie-Regiment (3. Westfälisches), ab 1823 16. Infanterie-Regiment
- 17. Infanterie-Regiment (4. Westfälisches), ab 1823 17. Infanterie-Regiment

1851
- 13. Infanterie-Regiment
- 17. Infanterie-Regiment

1852 bis 1859
- Infanterie-Regiment „Prinz Louis Ferdinand von Preußen“ (2. Magdeburgisches) Nr. 27

- 27. Landwehr-Regiment

1860 bis 1867
- 2. Magdeburgisches Infanterie-Regiment Nr. 27
- 4. Magdeburgisches Infanterie-Regiment Nr. 67
- 2. Magdeburgisches Landwehr-Regiment Nr. 27[3]

1868 bis 1869
- Wie zuvor,  zusätzlich
- Anhaltisches Infanterie-Regiment Nr. 93
- Anhaltisches Landwehr-Regiment Nr. 93

1871 bis 1888
- 2. Magdeburgisches Infanterie-Regiment Nr. 27
- Anhaltisches Infanterie-Regiment Nr. 93
- 2. Magdeburgisches Landwehr-Regiment Nr. 27
- 4. Magdeburgisches Landwehr-Regiment Nr. 67
- Anhaltisches Landwehr-Regiment Nr. 93

1889 bis 1899
- Infanterie-Regiment Prinz Louis Ferdinand (2. Magdeburgisches) Nr. 27
- Anhaltisches Infanterie-Regiment Nr. 93

1899 bis 1914
- Infanterie-Regiment Prinz Louis Ferdinand von Preußen (2. Magdeburgisches) Nr. 27
- 5. Hannoversches Infanterie-Regiment Nr. 165

Kriegsgliederung bei Mobilmachung 1914
- Wie zuvor, zusätzlich
- Stab und 3. Eskadron Magdeburgisches Husaren-Regiment Nr. 10
- Vom 13. September 1916 bis Dezember 1918 war das Infanterie-Regiment Nr. 393 zusätzlich unterstellt

Kriegsgliederung am 3. Oktober 1918
- Infanterie-Regiment Nr. 26
- Infanterie-Regiment Nr. 165
- Infanterie-Regiment Nr. 393
- Musketen-Bataillon Nr. 1

## Kommandeure
| Name                                       | Datum                                                  |
| ------------------------------------------ | ------------------------------------------------------ |
| Ernst Ludwig von Tippelskirch              | 05. September 1818 bis 29. Oktober 1825                |
| Karl Christian von Weyrach                 | 30. Oktober 1825 bis 29. Mai 1834                      |
| Ernst von Kesteloot                        | 30. Mai 1834 bis 17. August 1837                       |
| Heinrich von Hüser                         | 18. August 1837 bis 29. März 1839                      |
| Friedrich Wiegand von Uechtritz-Steinkirch | 30. März 1839 bis 29. März 1844                        |
| Karl Friedrich Chlebus                     | 30. März 1844 bis 3. Dezember 1849                     |
| Ferdinand von Kusserow                     | 04. Dezember 1849 bis 2. Januar 1852                   |
| Friedrich von Waldersee                    | 03. Januar 1852 bis 3. Mai 1852                        |
| Ferdinand von Münchow                      | 04. Mai 1852 bis 12. Juli 1854                         |
| Karl von Rosenberg                         | 13. Juli 1854 bis 9. Juni 1856                         |
| Karl von Forstner                          | 10. Juni 1856 bis 6. Juli 1856                         |
| Karl Ludwig Gervien                        | 07. Juli 1856 bis 29. Oktober 1856                     |
| Leonhard von Koschkull                     | 30. Oktober 1856 bis 3. April 1857                     |
| Karl von Knobloch                          | 04. April 1857 bis 11. November 1857                   |
| Friedrich Herwarth von Bittenfeld          | 12. November 1857 bis 30. Mai 1859                     |
| Wilhelm von Borcke                         | 31. Mai 1859 bis 2. Mai 1864                           |
| Helmuth von Gordon                         | 03. Mai 1864 bis 29. Oktober 1866                      |
| Ferdinand von Meyerfeld                    | 30. Oktober 1866 bis 13. Juli 1870                     |
| Franz von Zychlinski                       | 14. Juli 1870 bis 2. Juni 1871                         |
| Wilhelm von Woyna                          | 03. Juni 1871 bis 25. Januar 1875                      |
| Oskar von Nachtigal                        | 26. Januar 1875 bis 14. Februar 1881                   |
| Eduard von Krause                          | 15. Februar 1881 bis 11. Dezember 1885                 |
| Gustav von der Mülbe                       | 12. Dezember 1885 bis 15. August 1887                  |
| Oskar von Schauroth                        | 16. August 1887 bis 31. März 1890                      |
| Maximilian Gottschalck                     | 01. April 1890 bis 21. August 1891                     |
| Florens von Heydwolff                      | 22. August 1891 bis 17. Oktober 1891                   |
| Edmund Goßlar                              | 18. Oktober 1891 bis 13. Mai 1894                      |
| Hans von Prittwitz und Gaffron             | 14. Mai 1894 bis 19. Juli 1897                         |
| Wilhelm von Linde                          | 20. Juli 1897 bis 3. Dezember 1900                     |
| Arthur von Brietzke                        | 04. Dezember 1900 bis 17. Dezember 1901                |
| Georg von Gayl                             | 18. Dezember 1901 bis 26. Januar 1903                  |
| Kurt von Manteufel                         | 27. Januar 1903 bis 23. Januar 1907                    |
| Werner von Hardenberg                      | 24. Januar 1907 bis 17. Oktober 1908                   |
| Günther von Pannewitz                      | 18. Oktober 1908 bis 19. Februar 1912                  |
| Friedrich von Wussow                       | 20. Februar 1912 bis 7. August 1914                    |
| Burghard von Oven                          | 08. August 1914 bis 20. Februar 1915                   |
| Paul Weese                                 | 21. Februar 1915 bis 10. Januar 1916                   |
| Conrad Geißler                             | 11. Januar 1916 bis Januar 1917                        |
| Wigand von Cramer                          | Januar 1917 bis 26. August 1918                        |
| Karl Sauter                                | 27. August 1918 bis 19. Februar 1919 (Demobilisierung) |